# Tratado de Värälä

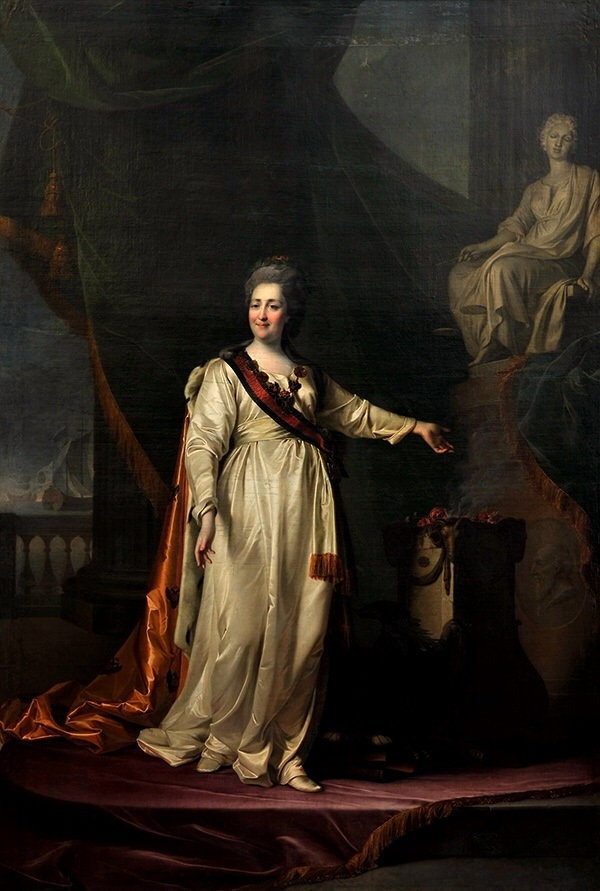
Catalina la grande

El Tratado de Värälä (llamado también en ocasiones Tratado de Wereloe) fue un acuerdo rubricado en Värälä, Finlandia, entre Rusia (representada por Otto Heinrich Igelström) y Suecia (representada por Gustaf Mauritz Armfelt). Se firmó el 14 de agosto de 1790 y puso fin a la guerra ruso-sueca. El tratado mantuvo las fronteras anteriores al conflicto y eliminó el derecho de Rusia a intervenir en los asuntos internos de Suecia, estipulado en el anterior Tratado de Nystad. El nuevo acuerdo confirmó fundamentalmente lo dispuesto en el Tratado de Åbo.
Un año más tarde, el 19 de octubre de 1791, se firmó una convención en Estocolmo en virtud de la cual los dos países prometieron ayudarse mutuamente en caso de ser atacados por terceros. El tratado anticipó la Primera Coalición por su carácter hostil a la Francia revolucionaria. Catalina se comprometió a pagar a su nuevo aliado un subsidio anual de trescientos mil rublos. Gustavo III había enviado a su prima, Catalina II de Rusia, una carta en la que le rogaba que «olvidase la guerra como se olvida una nube pasajera».